# Davudoba
Davudoba (hay còn gọi là Davidoba) là một làng đô thị thuộc vùng Quba của Azerbaijan. Có dân số là 510 người.